# Henri Mouhot

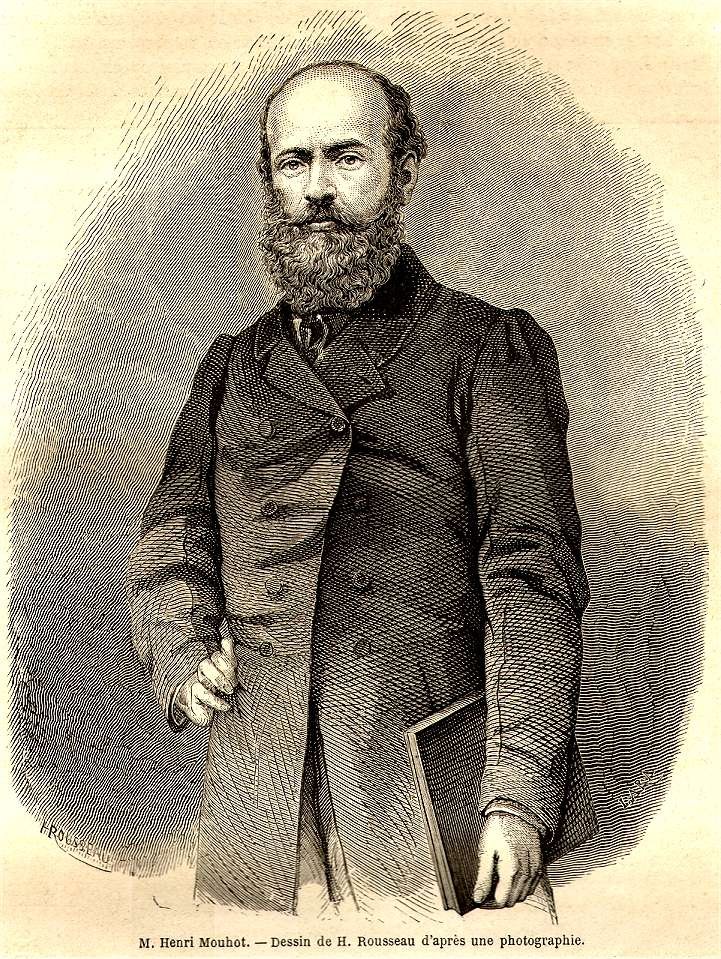
Grabado de Henri Mouhot.

Henri Mouhot (15 de mayo de 1826 — 10 de noviembre de 1861) fue un explorador y naturalista francés del siglo XIX. Nacido en Montbéliard, Doubs (Francia), pasó su juventud en Rusia y posiblemente en otras partes de Asia. A Mouhot se le atribuye popularmente el mérito de descubrir los templos jemeres de Angkor, en Camboya, si bien en realidad fue únicamente la persona que los dio a conocer.
Tanto la Royal Geographical Society como la Zoological Society patrocinaron los viajes de este naturalista, con la intención inicial de catalogar nuevas especies. Sin embargo, tras la visita de Mouhot a Angkor, ambas instituciones —sumamente interesadas en anunciar nuevos descubrimientos— promovieron la idea de que Mouhot había descubierto las ruinas de una antigua y exótica civilización en oriente. El propio Mouhot, incapaz de considerar a los camboyanos capaces de construir tales obras, atribuyó erróneamente los templos a una antigua civilización, que dató en la época del imperio romano.
Mouhot murió por enfermedad en Naphan, (Laos), un año después de su viaje a Angkor. Un ayudante envió sus cuadernos de viaje a Europa, donde fueron publicados póstumamente en París en 1868 con el título "Voyage dans les royaumes de Siam, de Cambodge et de Laos" (Viaje a los reinos de Siam, Camboya y Laos). A raíz de esta publicación otros aventureros empezaron a interesarse por Angkor, dando a conocer en occidente este olvidado enclave asiático.